# Kecamatan Polewali
Kecamatan Polewali är ett distrikt i Indonesien.   Det ligger i kabupatenet Kabupaten Polewali Mandar och provinsen Sulawesi Barat, i den centrala delen av landet, 1 400 km öster om huvudstaden Jakarta.